# Acharagma aguirreanum
Acharagma aguirreanum és una espècie fanerògama que pertany a la família de les cactàcies (Cactaceae). És originària de Nord-amèrica.

## Descripció
Acharagma aguirreanum és un cactus microendèmic en perill crític. Té una extensió aproxima d'un quilòmetre quadrat al semidesert calcari de la Sierra de la Paila a Coahuila, Mèxic. La seva població s'estima en menys de 1000 individus. La seva única amenaça important és la recol·lecció il·legal.
Acharagma aguirreanum generalment creix de forma individual amb un cos vegetal tou, esfèric o esfèric deprimit. És de color mig verd a porpra i creix fins a 5 centímetres d'alçada i 5 a 7 centímetres de diàmetre. Les berrugues carnoses són una mica flexibles i creixen fins a 0,5 cm de mida. Es formen dues o més espines centrals que són difícils de distingir de les espines marginals. Les 13 a 16 espines marginals solen estar en dues files i fan de 0,8 a 1,5 cm de llarg.
Les flors són groguenques a grogues vermelloses i fan fins a 1,8 cm de llarg i fins a 2 cm de diàmetre. Els fruits de color porpra verdós fan fins a 1,2 cm de llarg i fins a 0,35 cm de diàmetre.

## Distribució
Acharagma aguirreanum està molt estès a Mèxic a l'estat de Coahuila a l'extrem occidental de la Sierra de la Paila.

## Taxonomia
Acharagma aguirreanum va ser descrita per (Glass & R.A. Foster) Glass i publicat a Guía para la Identificación de Cactáceas Amenazadas de México 1: 1 [AC/AG], a l'any 1997.
Etimologia
Acharagma: nom genèric que deriva de les paraules gregues: a = "sense" i charagma "solc", on assenyala la manca de ranura a les berrugues. Aquesta és una característica on difereix del gènere estretament relacionat Escobaria.
aguirreanum: epítet en honor a l'especialista en cactus mexicà Gustavo Aguirre Benaides de Parras de la Fuente.
Sinonímia
- Escobaria aguirreana (Glass & R.A.Foster) N.P.Taylor in Kakteen And. Sukk. 34: 185 (1983)
- Gymnocactus aguirreanus' Glass & R.A.Foster in Cact. Succ. J. (Los Angeles) 44: 80 (1972)
- Thelocactus aguirreanus' (Glass & R.A.Foster) Bravo in Cact. Suc. Mex. 25: 65 (1980)[4][5]